# Blanc Four
Blanc Four is een gehucht in de Franse gemeente Roncq, in het departement Nord. Het ligt een anderhalve kilometer ten zuiden van het dorpscentrum van Roncq, langs de weg van Menen, Halluin en het centrum van Roncq naar Rijsel.
Het gehucht is naast het centrum van Roncq een tweede belangrijke kern van de gemeente. De plaatsnaam Blanc Four is onder meer al terug te vinden op de 18de-eeuwse Cassinikaart. Blanc Four heeft zijn eigen kerk, de Église Saint-Roch.

## Bezienswaardigheden
- de Sint-Rochuskerk (Église Saint-Roch)
- de Begraafplaats van Blanc Four, waarop zich drie Britse oorlogsgraven uit de Tweede Wereldoorlog bevinden